# 刘振堂

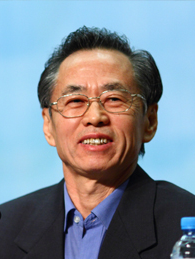
刘振堂于北京第二外国语学院, 2010

刘振堂（1945年2月—），辽宁凤城人，中华人民共和国政治人物、外交官。 

## 生平
1969年，毕业于北京第二外国语学院。1972年，进入中华人民共和国外交部工作，先后在驻黎巴嫩大使馆、外交部西亚北非司、驻叙利亚大使馆、驻苏丹大使馆、驻埃及大使馆、驻约旦大使馆任职。1996年，任外交部西亚北非司副司长。1999年3月，出任中华人民共和国驻黎巴嫩大使。2002年11月，出任中华人民共和国驻伊朗大使。2008年，任中国前外交官联谊会副会长。